# Lengyel Imre (műugró)
Lengyel Imre (Budapest, 1977. április 24.) Európa-bajnoki ezüstérmes magyar műugró.

## Pályafutása
Magyarországon a BVSC színeiben versenyzett, előbb Benyák András, majd Hajnal Attila tanítványaként, de tanulmányai miatt évekig az Egyesült Államokban készült. 1997-ben az Universiadén 1 méteren és 3 méteren is aranyérmes lett.
Két olimpián vett részt, 1996-ban Atlantában a tizenhetedik, 2000-ben Sydneyben a tizenharmadik helyet szerezte meg. Legjobb világbajnoki eredményének az 1998-ban Perthben 3 méteren elért negyedik helyezése számít, 2001-ben kilencedik lett ezen a magasságon, 2003-ban nem jutott döntőbe.
Az 1997-es Európa-bajnokságon 3 méteren hetedik lett. 1999-ben négy évtized után első magyar műugróként szerzett érmet világversenyen, miután a 3 m-es versenyszámban másodikként végzett, 2000-ben legerősebb számában hetedik lett. A 2002-es Európa-bajnokságról két ezüstéremmel térhetett haza, miután másodikként végzett a 10 méteres toronyugrásban  és Hajnal András  párjaként szinkrontoronyugrásban . 2002-ben amerikai egyetemi bajnok lett toronyugrásban.
Pályafutását 2004-ben fejezte be, miután nem tudott kijutni az athéni olimpiára. Visszavonulását követően az USA-ban élt és a Cirque du Soleil show-műsorában szerepelt éveken keresztül.